# Cessna 421
Cessna 421 Golden Eagle – amerykański lekki dwusilnikowy samolot pasażerski, produkowany przez firmę Cessna. Samolot jest rozwinięciem konstrukcji Cessna 411. W latach 1968–1985 wyprodukowano ponad 2000 egzemplarzy tego samolotu.

## Wersje
W wyniku sukcesywnego wprowadzania usprawnień w konstrukcji samolotu powstały cztery wersje produkcyjne modelu 421.

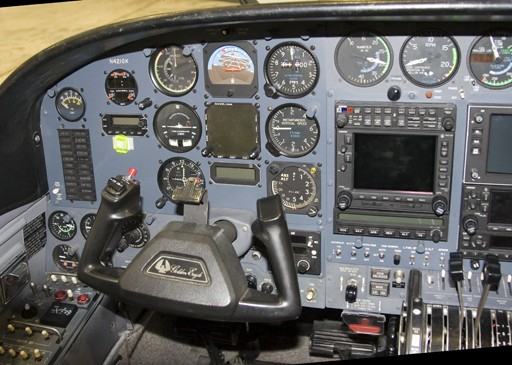
Wnętrze modelu 421C

### Cessna 421
Standardowa wersja, wyposażona w silniki Continental GTSIO-520-D i 6 miejsc pasażerskich. Maksymalna masa startowa to 3084 kg (6800 funtów)

### Cessna 421A
Wersja z dodatkowym, siódmym, miejscem pasażerskim i podniesionej masie startowej do 3102 kg (6840 funtów)

### Cessna 421B
Wersja wyposażona w silniki Continental GTSIO-520-H, wnętrze o możliwych konfiguracjach dla 6, 7, 8 oraz 10 miejsc pasażerskich. Maksymalna masa startowa to 3288 kg (7250 funtów), później podniesiona do 3379 kg (7450 funtów).

### Cessna 421C
Wersja wyposażona w silniki Continental GTSIO-520-L lub -N oraz powiększone zbiorniki paliwa z 662 do 806 litrów.